# فابيان فوكس
فابيان فوكس (بالإنجليزية: Fabian Fuchs)‏ ولد بتاريخ 20 ديسمبر 1961 في سويسرا، هو دراج سويسري سابق.

## روابط خارجية
- فابيان فوكس على موقع أرشيف الدراجات (الإنجليزية)
- فابيان فوكس على موقع إحصائيات الدراجات الإحترافية (الإنجليزية)